# Élections législatives en France
Pour un article plus général, voir Élections législatives.

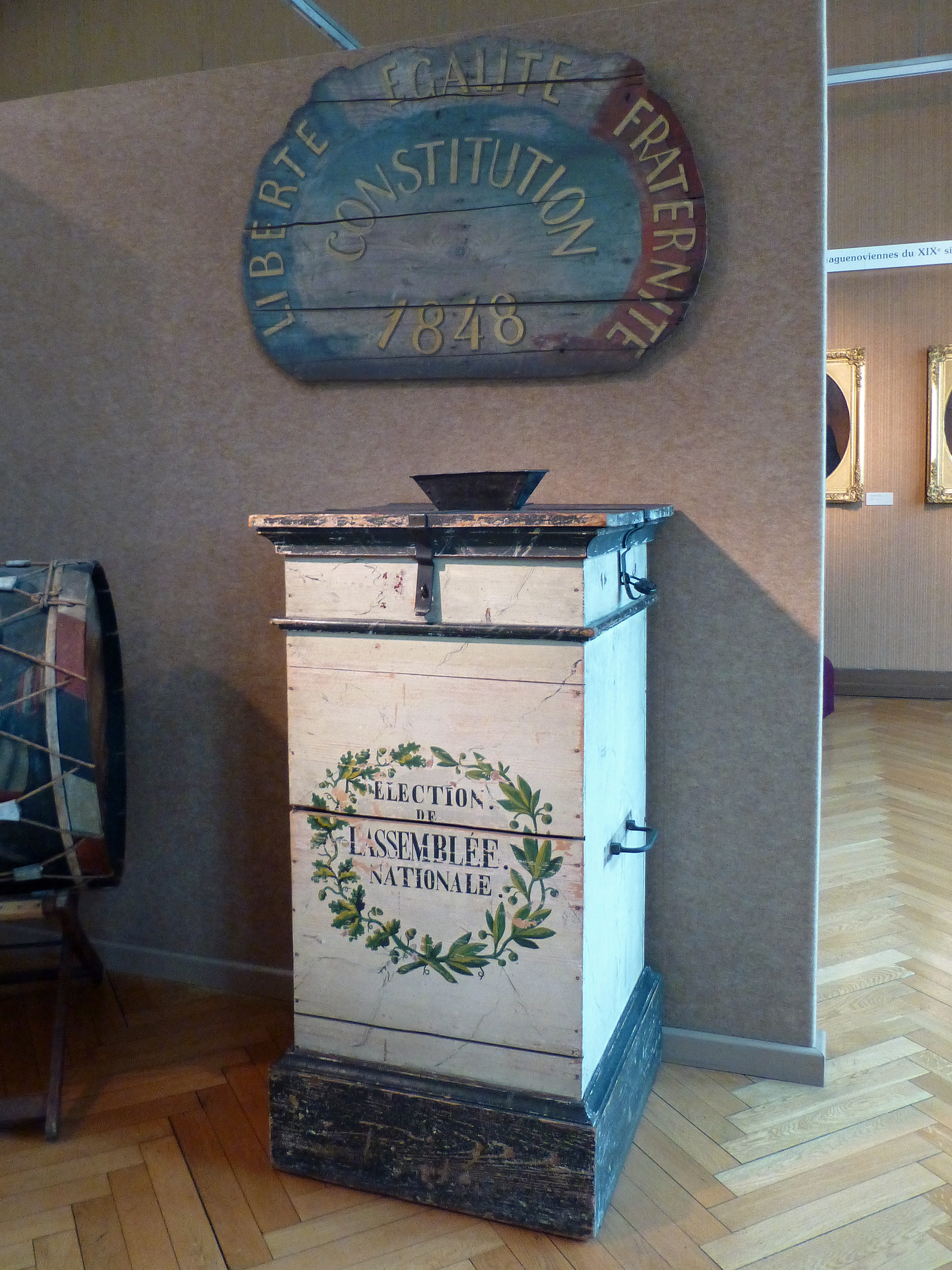
Une urne utilisée en 1848, entreposée au musée historique de Haguenau.

Les élections législatives en France déterminent les représentants siégeant à la chambre basse du Parlement. Cette chambre a eu plusieurs dénominations au cours de l'histoire, notamment : Assemblée législative sous la Révolution, Chambre des députés sous la Restauration, la monarchie de Juillet et la IIIe République, puis enfin Assemblée nationale sous les IVe et Ve Républiques.
Sous la Ve République, toutes les élections législatives ont eu lieu au scrutin uninominal majoritaire à deux tours, sauf lors des élections de 1986.
Les dernières élections législatives ont eu lieu les 30 juin et 7 juillet 2024 en France métropolitaine, et un jour plus tôt pour une partie de la France d'outre-mer, après dissolution de l'Assemblée nationale par Emmanuel Macron, président de la République.

## Mode de scrutin

### Actuel
À la différence de l'élection présidentielle, le mode de scrutin pour les élections législatives n'est pas fixé par la Constitution. L'article 25 de la constitution précise seulement qu'une loi organique fixe la durée des pouvoirs de chaque assemblée, le nombre de ses membres, leur indemnité, les conditions d'éligibilité, le régime des inéligibilités et des incompatibilités. Il limite par ailleurs le nombre de députés à 577 depuis la révision constitutionnelle de juillet 2008.
Les modalités du scrutin sont fixées par le code électoral qui prescrit un scrutin uninominal majoritaire à deux tours : un député est élu dans chacune des 577 circonscriptions législatives pour un mandat d’une durée de cinq ans. Chaque électeur dispose d'une voix : au premier tour de scrutin, un candidat doit pour être élu recueillir la majorité absolue des suffrages exprimés représentant au moins 25 % des électeurs inscrits (et pas seulement des suffrages exprimés). Si aucun candidat n'est élu, un second tour a lieu et il est organisé comme suit :
- se présentent les candidats ayant obtenu un nombre de suffrages égal à au moins 12,5 % des électeurs inscrits[1] s'il y a au moins deux de tels candidats
- sinon, si un seul candidat ou aucun candidat ne remplit cette condition, peuvent se présenter les deux candidats ayant obtenu le plus de voix au premier tour
- en cas de désistement, il n'y a jamais de remplacement par le candidat suivant (une triangulaire devient un duel, voire un duel un second tour à candidat unique)

Au second tour, le candidat obtenant la majorité relative, c'est-à-dire le plus de suffrages exprimés est élu. Il ne s'agit pas de la majorité absolue, ce qui signifie qu'un candidat peut être élu avec moins de 12,5 % des votes des électeurs inscrits, surtout si l'abstention est particulièrement élevée. En cas d'égalité, le candidat le plus âgé est élu. De l'avis du Conseil constitutionnel, cette règle polémique a vocation à demeurer en vigueur aux élections locales, tandis qu'au niveau national, dans ce cas théorique que n'a même pas envisagé la loi, un nouveau scrutin devrait se tenir.
En même temps que chaque député et sur le même bulletin de vote, un suppléant est élu dans le but de remplacer le député, si son mandat prend fin dans certaines circonstances. Il reprend les fonctions du député si celui-ci démissionne pour cause de cumul de mandat, décède, entre au gouvernement, dispose d'une mission de plus de six mois confiée par le Gouvernement ou accepte les fonctions de membre du Conseil constitutionnel ou de Défenseur des droits. En revanche, pour tout autre motif comme une démission, des élections partielles se tiennent pour procéder au remplacement.

### Historique
Depuis l'instauration du suffrage universel (seulement masculin jusqu'en 1945) pour les élections législatives, celles-ci se sont déroulées selon différents modes de scrutin.
| Date                                               | Mode de scrutin | Participation électorale au premier tour (en %) |
| Seconde République                                 | Seconde République | Seconde République                              |
| -------------------------------------------------- | --- | ----------------------------------------------- |
| Élections de 1848                                  | Scrutin de liste majoritaire à un tour départemental (Décret du 5 mars 1848) | 83,4                                            |
| Élections de 1849                                  | Scrutin de liste majoritaire à un tour départemental (Loi électorale du 15 mars 1849) | 68,1                                            |
| Élections de 1852                                  | Scrutin uninominal majoritaire à deux tours par arrondissement (Décret organique du 2 février 1852) | 63,3                                            |
| Second Empire                                      | |                                                 |
| Élections de 1857                                  | Scrutin uninominal majoritaire à deux tours par arrondissement (Décret organique du 2 février 1852) | 64,5                                            |
| Élections de 1863                                  | Scrutin uninominal majoritaire à deux tours par arrondissement (Décret organique du 2 février 1852) | 72,7                                            |
| Élections de 1869                                  | Scrutin uninominal majoritaire à deux tours par arrondissement (Décret organique du 2 février 1852) | 78,0                                            |
| Troisième République                               | |                                                 |
| Élections de 1871                                  | Scrutin de liste majoritaire à un tour départemental (Selon les dispositions de la loi du 15 mars 1849) | inconnue                                        |
| Élections de 1876                                  | Scrutin uninominal majoritaire à deux tours par arrondissements (Loi organique du 30 novembre 1875) | 75,9                                            |
| Élections de 1877                                  | Scrutin uninominal majoritaire à deux tours par arrondissements (Loi organique du 30 novembre 1875) | 81,3                                            |
| Élections de 1881                                  | Scrutin uninominal majoritaire à deux tours par arrondissements (Loi organique du 30 novembre 1875) | 70,6                                            |
| Élections de 1885                                  | Scrutin de liste majoritaire à deux tours départemental (Loi du 16 juin 1885) | 70,4                                            |
| Élections de 1889                                  | Scrutin uninominal majoritaire à deux tours par arrondissements (Loi du 13 février 1889) | 76,6                                            |
| Élections de 1893                                  | Scrutin uninominal majoritaire à deux tours par arrondissements (Loi du 13 février 1889) | 71,1                                            |
| Élections de 1898                                  | Scrutin uninominal majoritaire à deux tours par arrondissements (Loi du 13 février 1889) | 75,2                                            |
| Élections de 1902                                  | Scrutin uninominal majoritaire à deux tours par arrondissements (Loi du 13 février 1889) | 76,1                                            |
| Élections de 1906                                  | Scrutin uninominal majoritaire à deux tours par arrondissements (Loi du 13 février 1889) | 77,7                                            |
| Élections de 1910                                  | Scrutin uninominal majoritaire à deux tours par arrondissements (Loi du 13 février 1889) | 75,9                                            |
| Élections de 1914                                  | Scrutin uninominal majoritaire à deux tours par arrondissements (Loi du 13 février 1889) | 74,6                                            |
| Élections de 1919                                  | Système mixte (Loi du 12 juillet 1919) L'électeur vote pour une liste départementale de candidats, le panachage est autorisé. Les candidats ayant obtenu la majorité absolue sont élus. Les sièges non pourvus sont répartis au quotient entre les différentes listes. Les sièges restants sont attribués à la liste arrivée en tête. | 70,2                                            |
| Élections de 1924                                  | Système mixte (Loi du 12 juillet 1919) L'électeur vote pour une liste départementale de candidats, le panachage est autorisé. Les candidats ayant obtenu la majorité absolue sont élus. Les sièges non pourvus sont répartis au quotient entre les différentes listes. Les sièges restants sont attribués à la liste arrivée en tête. | 80,5                                            |
| Élections de 1928                                  | Scrutin uninominal majoritaire à deux tours par arrondissements (Loi du 21 juillet 1927) | 81,9                                            |
| Élections de 1932                                  | Scrutin uninominal majoritaire à deux tours par arrondissements (Loi du 21 juillet 1927) | 81,6                                            |
| Élections de 1936                                  | Scrutin uninominal majoritaire à deux tours par arrondissements (Loi du 21 juillet 1927) | 84,5                                            |
| Gouvernement provisoire de la République française | |                                                 |
| Élections constituantes françaises de 1945         | Représentation proportionnelle départementale Sans panachage ni vote préférentiel (Ordonnance du 17 août 1945) | 77,8                                            |
| Élections constituantes françaises de 1946         | Représentation proportionnelle intégrale (circonscriptions départementales avec correctif au niveau national) Seuil de 5 % pour les sièges correctifs au niveau national Sans panachage ni vote préférentiel (Loi du 13 avril 1946)                                                                                                   | 81,8                                            |
| Quatrième République                               | |                                                 |
| Élections de nov. 1946                             | Représentation proportionnelle départementale Sans panachage, avec vote préférentiel (Loi du 5 octobre 1946) | 78,1                                            |
| Élections de 1951                                  | Système mixte départemental Seuil départemental de 5 % Avec panachage et vote préférentiel (Loi du 9 mai 1951 dite loi des apparentements) | 80,1                                            |
| Élections de 1956                                  | Système mixte départemental Seuil départemental de 5 % Avec panachage et vote préférentiel (Loi du 9 mai 1951 dite loi des apparentements) | 82,8                                            |
| Cinquième République                               | |                                                 |
| Élections de 1958                                  | Scrutin uninominal majoritaire à deux tours par circonscription (Ordonnance du 13 octobre 1958) | 77,1                                            |
| Élections de 1962                                  | Scrutin uninominal majoritaire à deux tours par circonscription (Ordonnance du 13 octobre 1958) | 68,7                                            |
| Élections de 1967                                  | Scrutin uninominal majoritaire à deux tours par circonscription (Ordonnance du 13 octobre 1958) | 80,9                                            |
| Élections de 1968                                  | Scrutin uninominal majoritaire à deux tours par circonscription (Ordonnance du 13 octobre 1958) | 80,0                                            |
| Élections de 1973                                  | Scrutin uninominal majoritaire à deux tours par circonscription (Ordonnance du 13 octobre 1958) | 81,2                                            |
| Élections de 1978                                  | Scrutin uninominal majoritaire à deux tours par circonscription (Ordonnance du 13 octobre 1958) | 82,8                                            |
| Élections de 1981                                  | Scrutin uninominal majoritaire à deux tours par circonscription (Ordonnance du 13 octobre 1958) | 70,7                                            |
| Élections de 1986                                  | Représentation proportionnelle départementale Seuil départemental de 5 % Sans panachage ni vote préférentiel (Loi du 10 juillet 1985) | 78,5                                            |
| Élections de 1988                                  | Scrutin uninominal majoritaire à deux tours par circonscription (Loi du 11 juillet 1986, modifiée notamment par le redécoupage des circonscriptions législatives françaises de 2010) | 65,7                                            |
| Élections de 1993                                  | Scrutin uninominal majoritaire à deux tours par circonscription (Loi du 11 juillet 1986, modifiée notamment par le redécoupage des circonscriptions législatives françaises de 2010) | 68,9                                            |
| Élections de 1997                                  | Scrutin uninominal majoritaire à deux tours par circonscription (Loi du 11 juillet 1986, modifiée notamment par le redécoupage des circonscriptions législatives françaises de 2010) | 67,9                                            |
| Élections de 2002                                  | Scrutin uninominal majoritaire à deux tours par circonscription (Loi du 11 juillet 1986, modifiée notamment par le redécoupage des circonscriptions législatives françaises de 2010) | 64,4                                            |
| Élections de 2007                                  | Scrutin uninominal majoritaire à deux tours par circonscription (Loi du 11 juillet 1986, modifiée notamment par le redécoupage des circonscriptions législatives françaises de 2010) | 60,4                                            |
| Élections de 2012                                  | Scrutin uninominal majoritaire à deux tours par circonscription (Loi du 11 juillet 1986, modifiée notamment par le redécoupage des circonscriptions législatives françaises de 2010) | 57,2                                            |
| Élections de 2017                                  | Scrutin uninominal majoritaire à deux tours par circonscription (Loi du 11 juillet 1986, modifiée notamment par le redécoupage des circonscriptions législatives françaises de 2010) | 48,7                                            |
| Élections de 2022                                  | Scrutin uninominal majoritaire à deux tours par circonscription (Loi du 11 juillet 1986, modifiée notamment par le redécoupage des circonscriptions législatives françaises de 2010) | 47,5                                            |
| Élections de 2024                                  | Scrutin uninominal majoritaire à deux tours par circonscription (Loi du 11 juillet 1986, modifiée notamment par le redécoupage des circonscriptions législatives françaises de 2010) | 66,7                                            |

Les règles fixant les conditions d'accès des candidats au second tour dans le cadre du scrutin uninominal majoritaire à deux tours ont évolué au fil du temps. À partir de 1958, il faut avoir recueilli au moins 5 % des suffrages exprimés. Cette disposition, qui avait été prise par ordonnance, est introduite en octobre 1964 dans le code électoral à l'article L162,. La loi du 29 décembre 1966 modifie cet article en fixant le seuil d'accès au second tour à 10 % du nombre d'électeurs inscrits. Cette disposition est à nouveau modifiée par la loi du 19 juillet 1976 qui augmente le seuil à 12,5 % du nombre d'électeurs inscrits.

## Dates du scrutin
Le mandat de l'Assemblée nationale est de cinq ans.
La loi organique 2001-419 du 15 mai 2001 fixe au 3e mardi du mois de juin la fin des pouvoirs de l'Assemblée nationale, cinq ans après son élection. Cette loi a allongé le mandat de la XIe législature afin que les élections législatives aient lieu après l'élection présidentielle.
Comme le mandat présidentiel a également été fixé à cinq ans par référendum en 2000, les élections législatives ont lieu tous les cinq ans quelques semaines après l'élection présidentielle. Ce changement de calendrier permet au président nouvellement élu ou réélu de disposer d'une majorité à l'Assemblée nationale et de diminuer les risques d'une cohabitation, le fait majoritaire. Néanmoins, plusieurs évènements peuvent modifier ce rapprochement électoral, notamment lors d'une démission ou d'un décès du Président de la République et lors de la dissolution de l'Assemblée nationale.
Les élections doivent se tenir dans les soixante jours qui précèdent l'expiration des pouvoirs de l'Assemblée sortante. La date exacte du scrutin est fixée par le Gouvernement.
Durant une législature, sauf durant sa dernière année, si un député démissionne — le plus souvent pour le cumul des mandats ou par nomination au gouvernement — ou que le scrutin est invalidé par le Conseil constitutionnel, une élection législative partielle est organisée afin de remplacer le siège.

## Circonscriptions
Le dernier découpage législatif (le 12e) date de 2009. Il est voté en 2010 et appliqué depuis les élections législatives de 2012. Mais les circonscriptions sont constituées de cantons (plusieurs communes) et parfois d'une partie d'une commune. Le découpage des cantons a été modifié par des lois votées en 2013 pour les élections départementales de 2015 (président du conseil général). Il y a donc un redécoupage des circonscriptions indirecte implicite par redécoupage des cantons[pas clair]. De plus, certaines circonscriptions qui sont peu peuplées (DOM, COM, TAAF) ne permettent pas un découpage pour atteindre 120 000 habitants par circonscription ou député.
Il y a en tout 577 circonscriptions réparties de la sorte :
- France métropolitaine : 539 ;
- Départements d'outre-mer : 19 ;
- Collectivités d'outre-mer : 8 ;
- Français établis hors de France : 11.

Pour des raisons organisationnelles, ce sont d'abord les électeurs français de l'étranger qui votent, puis les électeurs des territoires d'outre-mer ou ultramarins et enfin les électeurs de la métropole.

## Électeurs
Le scrutin législatif est ouvert à tous les électeurs des scrutins nationaux inscrits sur les listes électorales, c’est-à-dire à toute personne :
- âgée de 18 ans au moins à la date du premier tour
- n'étant pas déchue de ses droits civiques
- de nationalité française
- jouissant de ses droits civils et politiques
- inscrite sur une liste électorale[14].

## Candidats
Pour se présenter, un candidat doit être électeur,. Il n'est pas obligé de se présenter dans la circonscription où il est inscrit mais il est en revanche interdit de se présenter dans plusieurs circonscriptions (ce qui était autorisé sous la IIIe République jusqu'à une loi de 1889 à la suite du parcours de Georges Boulanger). L'inscription sur les listes électorales n'est pas une obligation, seule la qualité d'électeur l'est.
Le cumul du mandat de député avec certains autres mandats est interdit. Ainsi, un député ne peut être :
- sénateur ;
- député européen.

De manière générale, il est interdit d'exercer plus de deux mandats électifs simultanément (sauf un mandat municipal d'une commune de moins de 3500 habitants).
En outre, le cumul de la fonction de député sera interdit à compter des élections de 2017 avec les fonctions de :
- maire, maire d'arrondissement, maire délégué ou adjoint au maire ;
- président ou vice-président d'un établissement public de coopération intercommunale ou d'un syndicat mixte ;
- président ou vice-président d'un conseil départemental, conseil régional ou d'une autre assemblée délibérante de collectivité territoriale ;
- président ou membre du conseil exécutif de Corse ou de Martinique ;
- président ou membre du bureau de l'Assemblée des Français de l'étranger et de vice-président de conseil consulaire.

Enfin, un député ne peut pas être ministre : si un député est nommé au gouvernement, il est remplacé par son suppléant pendant la durée de ses fonctions gouvernementales.

## Financement des partis
Une partie du financement public des partis politiques est déterminée par les résultats des élections législatives. Chaque parti ayant présenté des candidats ayant obtenu chacun au moins 1 % des suffrages exprimés dans au moins cinquante circonscriptions se voit attribuer une fraction de l'aide publique prévue, au prorata du nombre de suffrages de ses candidats. Des dispositions particulières sont applicables pour les partis des collectivités d'outre-mer. Ce financement est modulé par l'application de la parité (proportion d'hommes et de femmes présentés aux élections législatives), conformément à la loi n°88-227 du 11 mars 1988 relative à la transparence financière de la vie politique modifiée par la loi n°2000-493 du 6 juin 2000. Une autre partie de l'aide publique est attribuée aux partis proportionnellement au nombre de députés et sénateurs qui y sont inscrits ou rattachés. Lors de la législature 2007-2012, chaque suffrage rapportait environ 1,70 euro par an et chaque parlementaire environ 44 000 euros par an.

## Majorité parlementaire
Sous la Ve République, toutes les élections législatives ont eu lieu selon le mode de scrutin uninominal majoritaire à deux tours, sauf celle de 1986 qui eut lieu à la proportionnelle au scrutin de liste. Une a résulté de l'instauration de la Ve République (celle de 1958), dix de la fin d'une législature (la dernière en 2022) et les six autres d'une dissolution de l'Assemblée nationale par décret du président de la République (la dernière en 2024).

### Conséquences sur la direction du pays
La Constitution voulue par le général de Gaulle visait à renforcer les prérogatives du chef de l'État et du gouvernement au détriment du Parlement. Au cours de la Ve République, la hiérarchisation au profit du président élu au suffrage universel et non en faveur du chef du gouvernement responsable devant le Parlement, a montré qu'il n'existait pas toujours de réelle prééminence, en particulier lors des périodes de cohabitation. Le « phénomène majoritaire » de l'Assemblée nationale est une des clefs de voûte du système institutionnel. En 1958, Michel Debré l'évoquait en s'exclamant : « Ah ! si nous avions la possibilité de faire surgir demain une majorité nette et constante. ». Paradoxalement, malgré la volonté initiale de supprimer le « régime des partis », la Ve République a renforcé, législature après législature, un système partisan fondé sur les grands groupes parlementaires. Ainsi, et même si la décision appartient au seul chef de l'État, tous les premiers ministres sont nommés en fonction de la majorité qui se dégage à l'Assemblée nationale à l'issue des élections législatives, rappelant, sans pour autant que ce mécanisme soit formalisé par la Constitution, les régimes parlementaires étrangers qui portent systématiquement à la tête du gouvernement le chef de la coalition victorieuse aux élections.